# Aloe striatula
Aloe striatula é uma espécie de liliopsida do gênero Aloe, pertencente à família Asphodelaceae.